# 본척

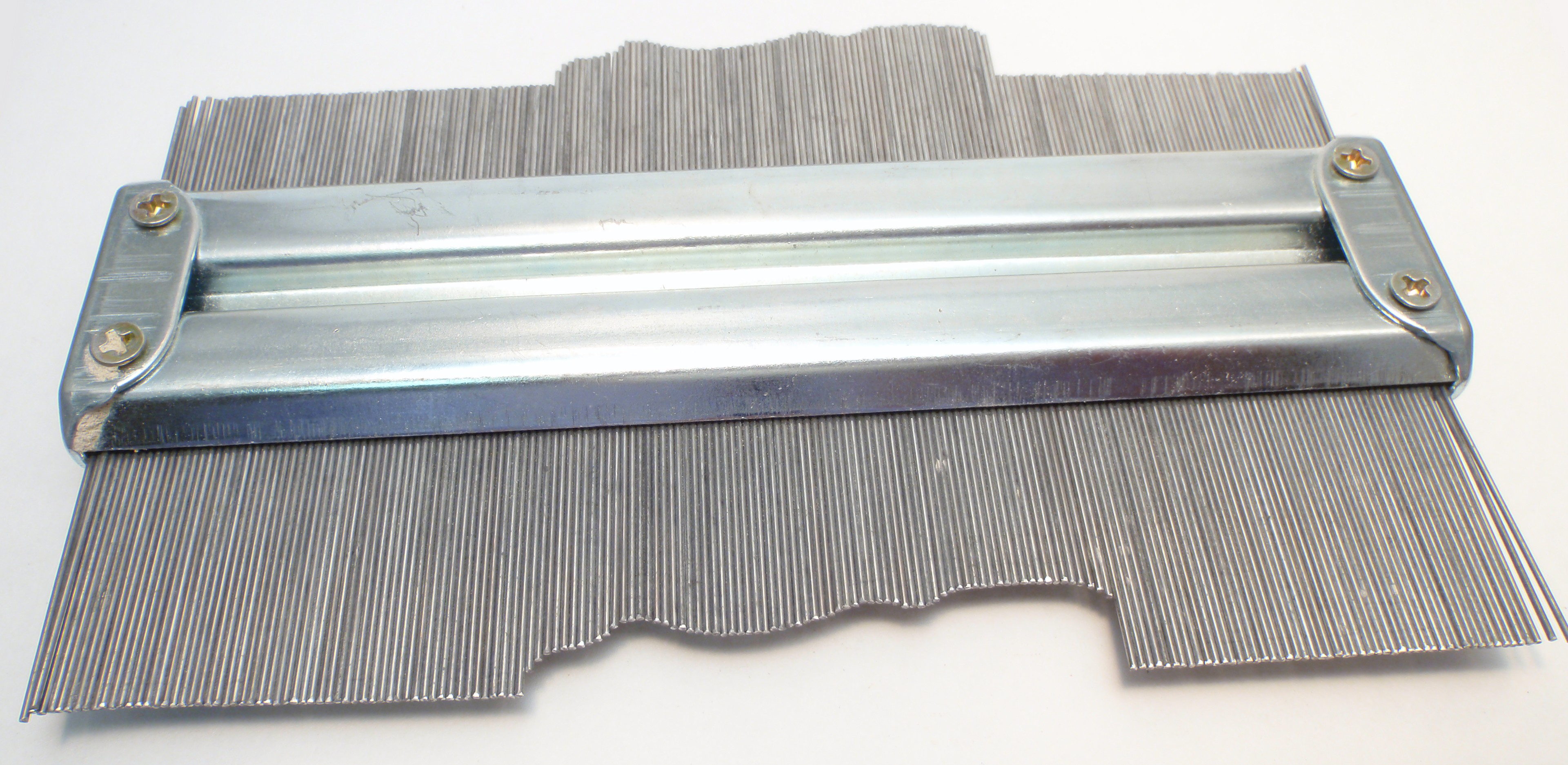
철제 본척

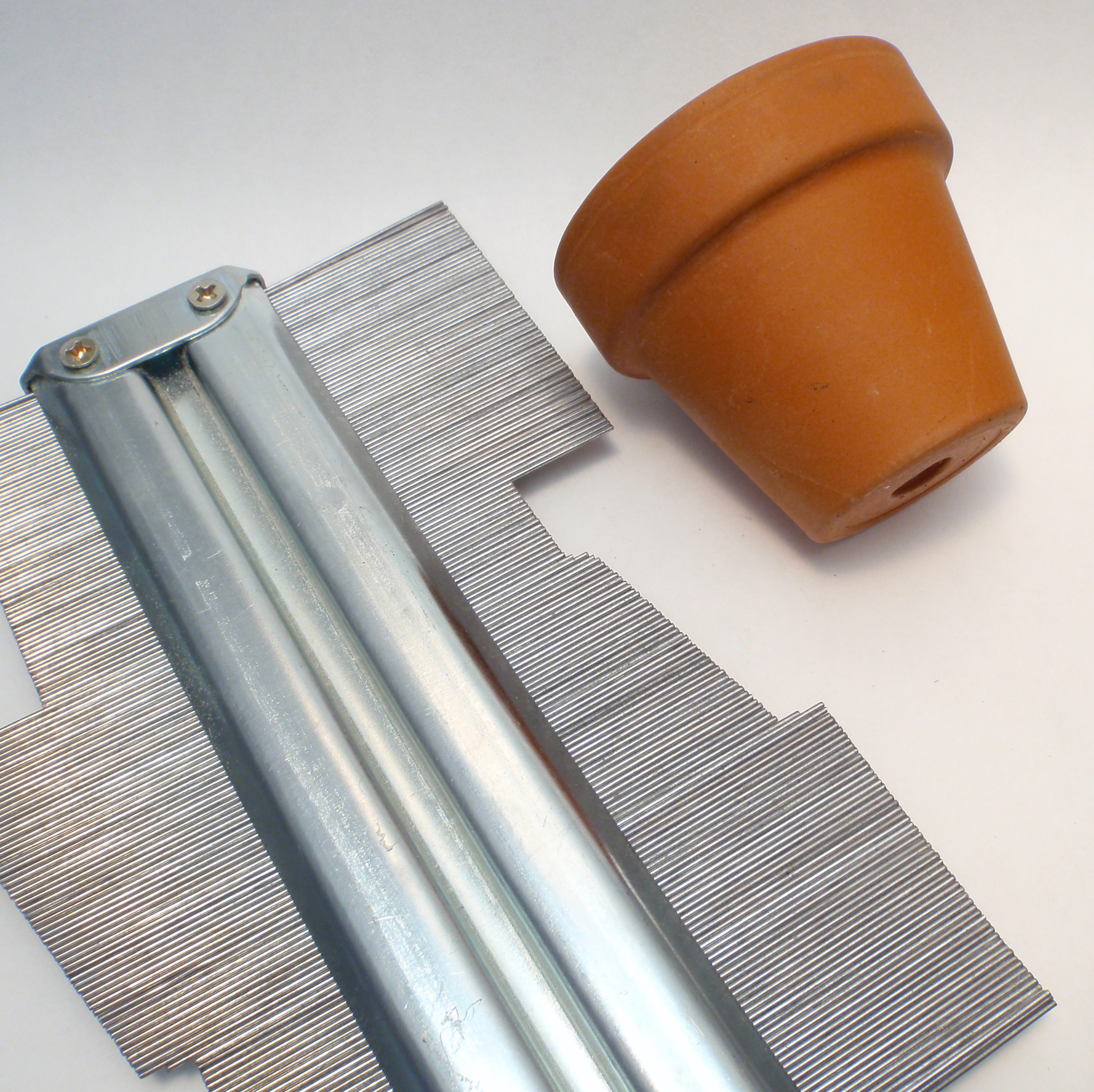
철제 본척과 화분

본척(本尺)은 평평하지 않은 표면의 단면 본을 뜨는 도구이다. 나무나 금속 또는 플라스틱으로 만든 얇은 핀을 틀 안에 촘촘하게 끼워 만든다. 물체에 대고 누르면 그 물체 모양으로 핀들이 밀리는데, 핀들을 이 모양대로 고정시킨 본척을 종이나 목재 등 다른 표면에 대고 그대로 그려낼 수 있다.
한국의 전통목공에 쓰이던 본척은 놋쇠나 대나무로 만들었다.